# II. DDR-Liga
Die II. DDR-Liga war eine deutsche Fußballliga, die zwischen 1955 und 1963 existierte. Sie war nach der DDR-Oberliga und der I. DDR-Liga die dritthöchste Spielklasse im Deutschen Fußball-Verband der DDR (DFV).

## Spielbetrieb
Nach der Saison 1954/1955 wurden die drei Staffeln der DDR-Liga zu der neuen, 14 Mannschaften umfassenden eingleisigen I. DDR-Liga zusammengelegt. Qualifiziert hatten sich aus der Staffel 1 die Mannschaften der Plätze 2 bis 5, aus der Staffel 2 die Plätze 2 bis 4 und aus der Staffel 3 die Plätze 1 bis 5. Die Sieger der Staffeln 1 und 2 waren in die Oberliga aufgestiegen. Die übrigen Mannschaften kamen in die beiden regionalen Staffeln der neu geschaffenen II. DDR-Liga. Die bisher drittklassigen 15 Bezirksligen rückten dadurch in das vierte Glied.
Die II. DDR-Liga begann mit einer einfachen Übergangsrunde, weil nach russischem Vorbild ab 1955 der Fußballspielbetrieb dem Kalenderjahr angeglichen wurde. Von 1956 an stiegen die beiden Staffelsieger in die I. DDR-Liga auf, die durch zwei Absteiger aus der I. DDR-Liga ersetzt wurden. Aus jeder Staffel der II. DDR-Liga stiegen die letzten Drei in die Bezirksligen ab, sechs Bezirksmeister stiegen auf. Ab der Saison 1958 wurde die II. Liga in fünf Staffeln ausgespielt, um den hohen finanziellen Aufwand zu verringern, der den Mannschaften durch die Reisekosten entstand. Im ersten Jahr waren jeweils die ersten 3 der Bezirksligen für die II. Liga aufstiegsberechtigt, danach jeweils die Bezirksmeister. Ab 1961 wurde wieder im Herbst/Frühjahr-Rhythmus gespielt. In der Spielzeit 1961/62 stiegen, bedingt durch die Erweiterung der I. DDR-Liga von einer auf zwei Staffeln, gleich 15 Mannschaften auf. Mit einer erneuten Ligareform wurden mit Beginn der Saison 1963/64 die beiden Staffeln der I. DDR-Liga von 14 auf 16 Mannschaften aufgestockt und die II. DDR-Liga aufgelöst. Die Bezirksligen rückten wieder als dritthöchste Spielklasse auf.

## Statistik
Auflistung aller Aufsteiger der II. DDR-Liga in die I. DDR-Liga.
- 1955: Übergangsrunde
- 1956: Stahl Stalinstadt, Lokomotive Weimar
- 1957: Dynamo Eisleben, Motor Bautzen
- 1958: Dynamo Dresden, Motor Steinach, BSG Einheit Greifswald
- 1959: SG Dynamo Hohenschönhausen, ASG Vorwärts Cottbus, Motor Karl-Marx-Stadt
- 1960: ASG Vorwärts Neubrandenburg, Motor Dessau, Stahl Eisenhüttenstadt
- 1961/62: TSC Oberschöneweide, ASK Vorwärts Rostock, SC Neubrandenburg, Turbine Magdeburg, FSG Dynamo Frankfurt, Motor Süd Brandenburg, ASG Vorwärts Leipzig, Motor Nordhausen-West, Lokomotive Halberstadt, BSG Motor West Karl-Marx-Stadt, Aktivist Zwickau, Motor Bautzen, Motor Weimar, Motor Steinach, Motor Eisenach
- 1962/63: Dynamo Schwerin, Motor Köpenick, Stahl Lippendorf, Motor Dessau, BSG Stahl Riesa, BSG Stahl Eisleben